# Velux
Velux Gruppen (af virksomheden stiliseret VELUX Gruppen) er en international virksomhed, der producerer og sælger ovenlysvinduer, lystunneller og ovenlyskupler samt tilbehør til samme.  
Velux Gruppen har 21 produktionsfaciliteter i 12 lande og salgsselskaber i 37 lande. Der er beskæftiget omkring 11.900 medarbejdere. Velux Gruppen har hovedsæde i Hørsholm.
Navnet Velux er sammensat af de to latinske ord Ve (ventilation) og Lux (lys).
Velux Gruppen står bag Model Home 2020 projektet og er desuden en del af Active House Alliancen.

## Historie
Virksomheden blev grundlagt i 1941 og registreret som varemærke i 1942 af bygningsingeniør Villum Kann Rasmussen, som så muligheden for at udnytte mørke loftsrum under skrå loftstage. Han designede et vindue, der passede dertil og som både kunne udnytte det naturlige dagslys og åbnes, så der blev tilstrækkelig ventilation til loftsrummene kunne bruges til beboelse.
I 1952 begyndte Velux at sælge virksomhedens produkter i udlandet – først Sverige og Tyskland. Efterhånden etablerede Velux sig i de forskellige lande i Europa og man begyndte at oprette deciderede salgssteder i de enkelte lande bl.a. Frankrig i 1962, samt Spanien og Italien i 1970'erne.
Det første salgssted udenfor Europa blev USA i 1975 og 1978 blev der også opført en fabrik. Inden længe kunne produktionen ekspanderes til Canada.
Ved starten af 1980'erne satsede Velux Gruppen på Central- og Østeuropa, og i slutningen af årtiet udvidede man med salgssteder i Chile, Japan og Australien.

## Ejerforhold og ledelse
Velux Gruppen er ejet af VKR Holding A/S, der er ejet af Villum Fonden og medlemmer af Kann Rasmussen-familien. I 2023 omsatte Velux Gruppen for 2,91 milliarder euro, mens VKR Holding omsatte for 3,97 milliarder euro. Samme år donerede Villum Fonden og Velux FONDEN tilsammen 184,6 millioner euro til velgørende aktiviteter.

## Kritik
Velux blev i 2008 undersøgt af EU’s konkurrencemyndigheder for overtrædelse af EU’s konkurrenceregler.
Velux blev efterfølgende frikendt på alle punkter og EU-Kommissionen har efterfølgende konkluderet, at Velux rabatsystem var lovligt.